# WGC-Bridgestone Invitational
WGC-Bridgestone Invitational är ett av fyra årliga världsmästerskap i golf för herrar och spelas i augusti månad, med undantag för år 2016 då den hölls i juni, eftersom den helgen hölls Olympiska Spelen, där golf var en av idrotterna.
Tävlingen som organiseras av International Federation of PGA Tours räknas in i penningligan på PGA Tour och PGA European Tour (Europatouren). Den spelades första gången 1999 och var efterföljare till World Series of Golf. Enligt det sponsoravtal som gäller från och med 2006 kommer tävlingen i fortsättningen att hållas på sin traditionella plats på Firestone Country Club i Akron, Ohio där den har spelats alla år sedan 1999 med undantag för 2002 då den spelades på Sahalee Country Club i Sammamish, Washington.
Fram till 1998 kallades tävlingen World Series of Golf och den spelades även då under många år på Firestone Country Club. Den grundades som en inbjudningstävling för fyra spelare men blev senare en officiell tävling på PGA-touren och sedermera även en av de största. Under många år gav en seger i tävlingen en 10-årsgaranti om fortsatt spel på PGA-touren vilket var samma garanti som en seger i en majortävling. Numera ger segrar i majortävlingar fem års fortsatt spel på touren. Startfältet bestod av segrare de senaste tolv månaderna i tävlingar med hög status vilket skilde sig från dagens kriterier men ändå fick tävlingen ett startfält med stor internationell spridning.
Startfältet består av omkring 75 spelare vilket är ungefär hälften av ett normalt startfält i en golftävling. Inbjudan till tävlingen sker enligt följande kriterier: 
- Spelande medlemmar i USA:s respektive det internationella laget i Presidents Cup.
- Spelande medlemmar i USA:s respektive europeiska laget i Ryder Cup.
- Spelare som ligger på 50:e plats eller bättre på golfens världsranking på måndagen under tävlingsveckan.
- Segrare i tävlingar över hela världen som har haft ett startfält med spelare som har mer än 100 poäng eller mer på golfens världsranking.
- Segrare i en utvald tävling på respektive tour (PGA Tour of Australasia, Sunshine Tour, Asian Tour och Japan Golf Tour).

## Segrare
| År   | Segrare             | Nationalitet |
| 2018 | Justin Thomas       | USA          |
| 2017 | Hideki Matsuyama    | Japan        |
| 2016 | Dustin Johnson      | USA          |
| 2015 | Shane Lowry         | Irland       |
| 2014 | Rory McIlroy        | Nordirland   |
| 2013 | Tiger Woods         | USA          |
| 2012 | Keegan Bradley      | USA          |
| 2011 | Adam Scott          | Australien   |
| 2010 | Hunter Mahan        | USA          |
| 2009 | Tiger Woods         | USA          |
| 2008 | Vijay Singh         | Fiji         |
| 2007 | Tiger Woods         | USA          |
| 2006 | Tiger Woods         | USA          |
| 2005 | Tiger Woods         | USA          |
| 2004 | Stewart Cink        | USA          |
| 2003 | Darren Clarke       | Nordirland   |
| 2002 | Craig Parry         | Australien   |
| 2001 | Tiger Woods         | USA          |
| 2000 | Tiger Woods         | USA          |
| 1999 | Tiger Woods         | USA          |
| 1998 | David Duval         | USA          |
| 1997 | Greg Norman         | Australien   |
| 1996 | Phil Mickelson      | USA          |
| 1995 | Greg Norman         | Australien   |
| 1994 | José María Olazábal | Spanien      |
| 1993 | Fulton Allem        | Sydafrika    |
| 1992 | Craig Stadler       | USA          |
| 1991 | Tom Purtzer         | USA          |
| 1990 | José María Olazábal | Spanien      |
| 1989 | David Frost         | Sydafrika    |
| 1988 | Mike Reid           | USA          |
| 1987 | Curtis Strange      | USA          |
| 1986 | Dan Pohl            | USA          |
| 1985 | Roger Maltbie       | USA          |
| 1984 | Denis Watson        | Zimbabwe     |
| 1983 | Nick Price          | Zimbabwe     |
| 1982 | Craig Stadler       | USA          |
| 1981 | Bill Rogers         | USA          |
| 1980 | Tom Watson          | USA          |
| 1979 | Lon Hinkle          | USA          |
| 1978 | Gil Morgan          | USA          |
| 1977 | Lanny Wadkins       | USA          |
| 1976 | Jack Nicklaus       | USA          |

## Namn på tävlingen
| År        | Namn                         |
| 1976-1998 | World Series of Golf         |
| 1999-2005 | WGC-NEC Invitational         |
| 2006-     | WGC-Bridgestone Invitational |